# Walnut Grove, Minnesota
Walnut Grove là một thành phố thuộc quận Redwood, tiểu bang Minnesota, Hoa Kỳ. Năm 2010, dân số của thành phố này là 871 nghìn người.

## Dân số
- Dân số năm 2000: 599.000 người.
- Dân số năm 2010: 871.000 người.